# Großer Basar (Teheran)

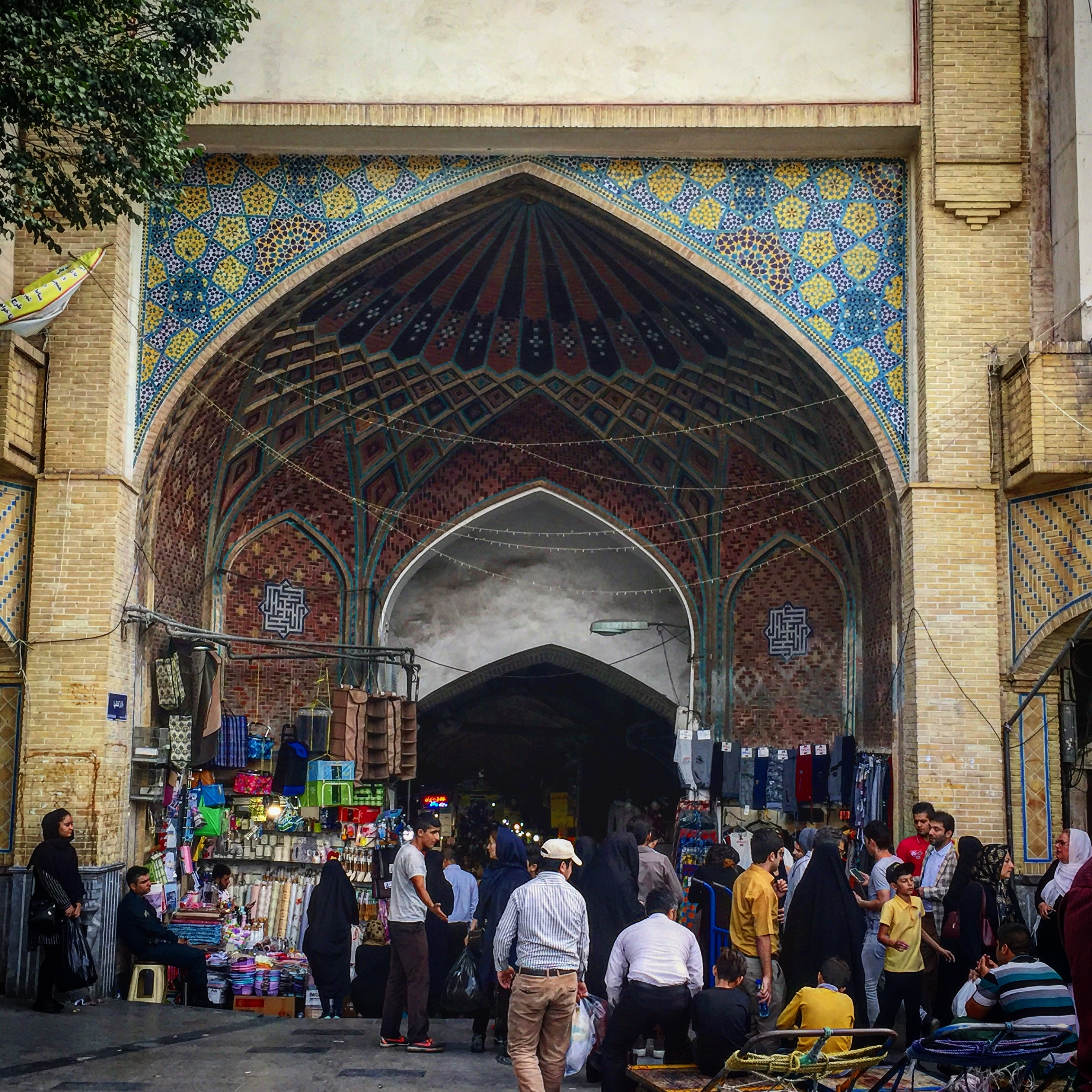
Nördlicher Haupteingang des Großen Bazars von Teheran am Sabzeh-Meydan, 2017

Der Große Basar von Teheran (auch englisch Grand Bazaar), persisch بازار تهران, DMG Bāzār-e Tehrān, ‚Basar von Teheran‘, liegt im Stadtteil Basar im südlichen Zentrum von Teheran. Er ist weltweit der größte seinesgleichen und beherbergt Banken, Moscheen und Gästehäuser. Naturgemäß nimmt der Handel hier den größten Raum ein.
Durch den Basar ziehen sich zahlreiche Korridore, die auf unterschiedliche Waren spezialisiert sind. Insgesamt bedecken sie eine Strecke von 10 km. Der Basar ist über mehrere Eingänge zugänglich, die zum Teil abends verschlossen und bewacht werden. Wichtigste Handelszeiten sind zwischen 7 und 19 Uhr.

## Geschichte

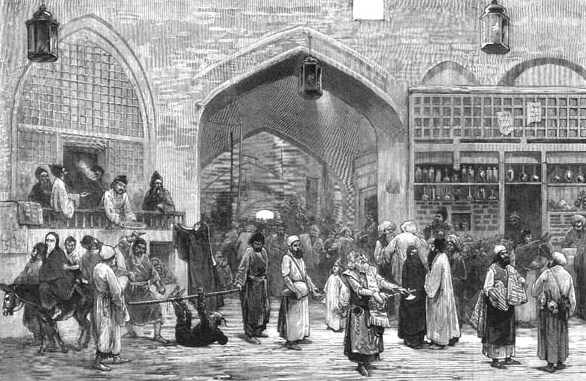
Darstellung von 1873

Basartätigkeiten können im Iran bis ins 4. Jahrhundert v. Chr. zurückverfolgt werden. Nach der Islamisierung des Landes im 7. Jahrhundert nahm der Handel in diesem Gebiet zu und der Basar gewann vor allem während der Safawidenherrschaft und in den letzten 200 Jahren entscheidend an Bedeutung. Bis ins 19. Jahrhundert bildete der Basar eine „Stadt in der Stadt“. Mit dem Wachstum der Stadt Teheran im 20. Jahrhundert verlor der Basar allmählich an Bedeutung.
Heute bildet er trotz dieser Entwicklung immer noch ein wichtiges Handelszentrum des Landes. Auch für Touristen ist er von großem Interesse.

## Siehe auch

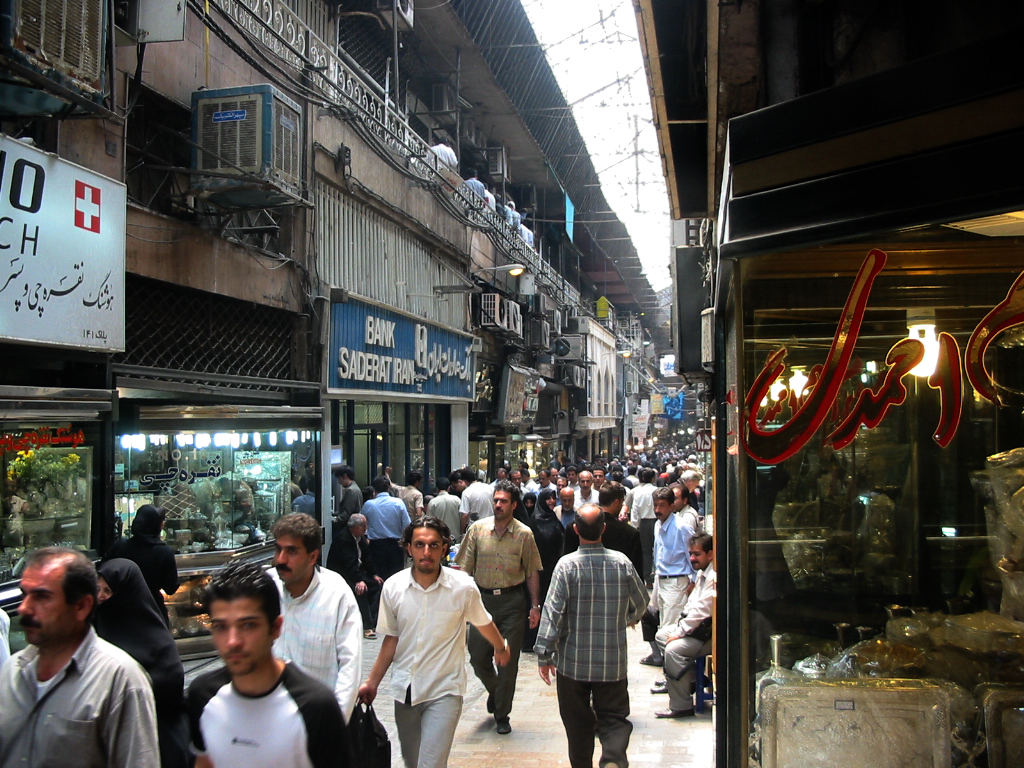
Belebte Basarstraße, 2004